# Línia 4 del metro de Barcelona
La línia 4 o línia groga del metro de Barcelona és una línia de ferrocarril metropolità soterrada que dona servei a la ciutat de Barcelona. Tot i inaugurar-se el 1973 part del seu traçat es va posar en servei el 1926 com a ramal del Gran Metro (L3) entre Passeig de Gràcia i Jaume I. Els túnels, però, van ser construïts el 1908, sent els més antics de la xarxa de metro barcelonina, quan es va crear la Via Laietana.
El traçat de la línia, que uneix Trinitat Nova i la Sagrera, és de doble via soterrada, els tallers i les cotxeres es troben a Via Júlia i al Triangle Ferroviari. Té enllaços de servei amb la línia 1 a Urquinaona, línia 2 a la Pau, la línia 5 a Maragall, amb la línia 11 a Trinitat Nova, i la línia 3 a Passeig de Gràcia. Actualment té 17,3 quilòmetres de longitud i vint-i-dues estacions.

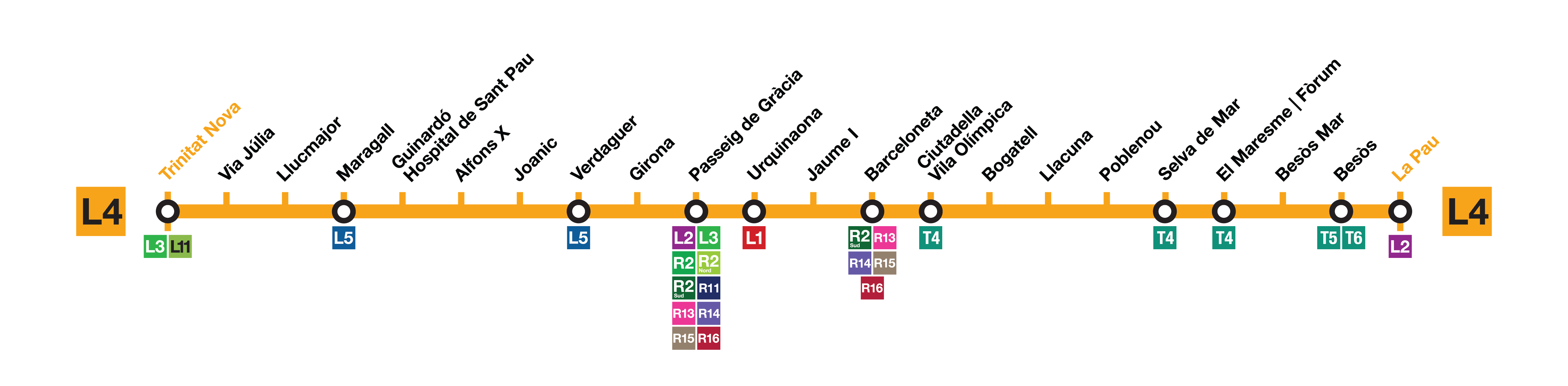
Esquema de la línia 4

## Característiques generals
La línia 4 és una línia operada per Ferrocarril Metropolità de Barcelona sota la marca de Transports Metropolitans de Barcelona (TMB). El traçat de la línia és de doble via soterrada. Els tallers i les cotxeres es troben a Roquetes i al Triangle Ferroviari.
Actualment circulen trens de les sèries 2100 i 9000. El 28 de setembre del 2006 la línia 2 va incorporar les 7 primeres unitats de la sèrie 9000, fabricades per Alstom per a la L9/L10. Aquests són els primers trens del metro de Barcelona preparats per circular amb el sistema ATC-S de conducció automàtica sense conductor, tot i que circulant amb conductor a la L2 i L4. Els 15 trens de la sèrie 2100, fabricats el 1997, van ser traspassats progressivament a la L4 des de la L2 l'any 2007. Antigament hi havien circulat trens de les sèries 300 i 1100.
La línia 4 té una longitud de 17,3 quilòmetres, 22 estacions, 21 trens en hora punta i l'any 2010 s'hi van realitzar un total de 51,2 milions de viatges, sent la quarta línia per volum de viatges després de la L1, L3 i L5.
Municipis coberts
L'únic municipi cobert per la línia és la ciutat de Barcelona. A la ciutat de Barcelona transcorre pels districtes de Ciutat Vella, Eixample, Gràcia, Horta-Guinardó, Nou Barris i Sant Martí.

Estacions
Les estacions són majoritàriament amb andanes laterals, excepte Trinitat Nova que té andana central. Les estacions que han sofert un canvi de nom són les següents: Besòs Mar (Mina), Bogatell (Pedro IV), Ciutadella | Vila Olímpica (Ribera), Passeig de Gràcia (Gran Vía), Verdaguer (General Mola), Guinardó | Hospital de Sant Pau (Guinardó) i Via Júlia (Roquetes).
És de les línies amb menys estacions adaptades a persones amb mobilitat reduïda amb el 77,2% d'adaptades (17 de 22), no ho estan Maragall (les obres per fer l'adaptació de l'estació de la L4 van començar al setembre de 2020), Verdaguer, Urquinaona, i Ciutadella | Vila Olímpica. Hi ha un total d'onze estacions amb correspondència amb altres línies de metro, tramvia i trens de rodalia i regionals:
| Estació                          | Metro | Altres |
| -------------------------------- | ----- | ------ |
| Trinitat Nova                    |       |        |
| Maragall                         |       |        |
| Guinardó \| Hospital de Sant Pau | obres |        |
| Verdaguer                        |       |        |
| Passeig de Gràcia                |       |        |
| Urquinaona                       |       |        |
| Barceloneta                      |       |        |
| Ciutadella \| Vila Olímpica      |       |        |
| Selva de Mar                     |       |        |
| El Maresme \| Fòrum              |       |        |
| Besòs                            |       |        |
| La Pau                           |       |        |
| La Sagrera-TAV                   | obres | Avant  |
| La Sagrera                       |       |        |

## Història

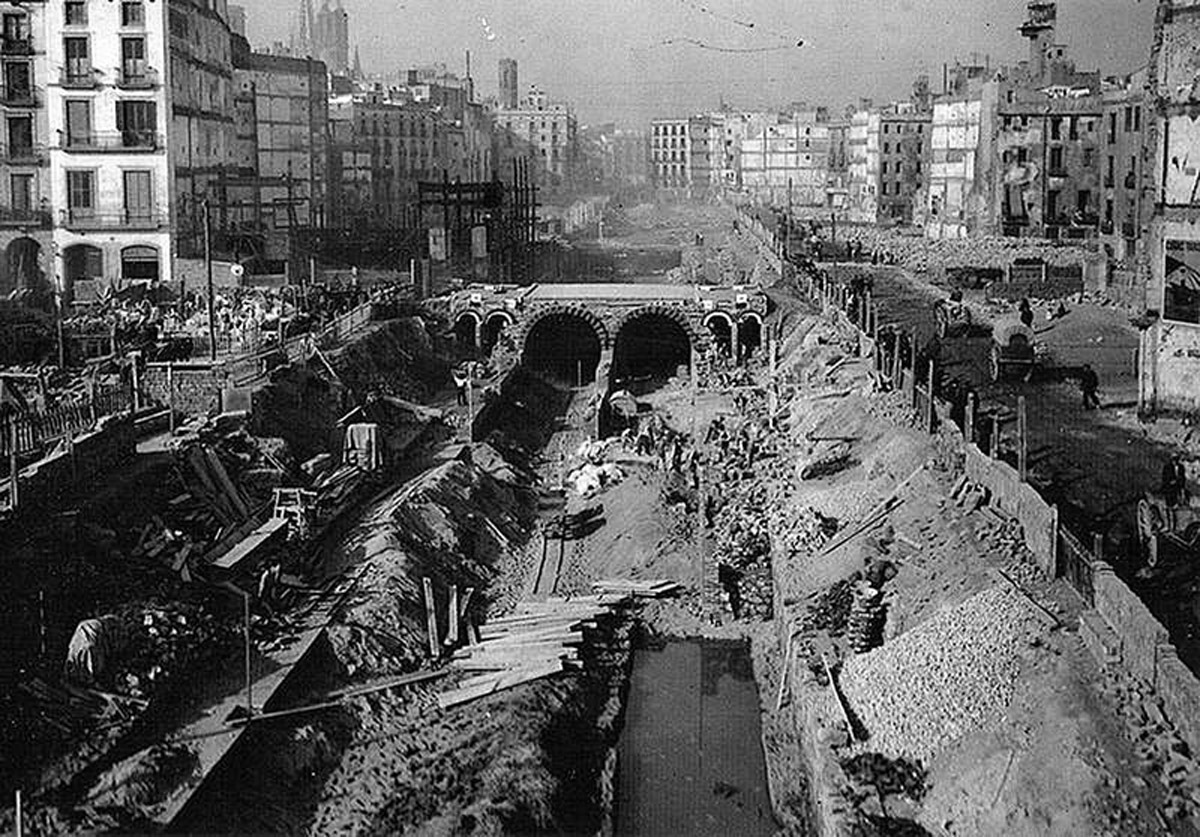
Construcció dels túnels a Via Laietana el 1912.

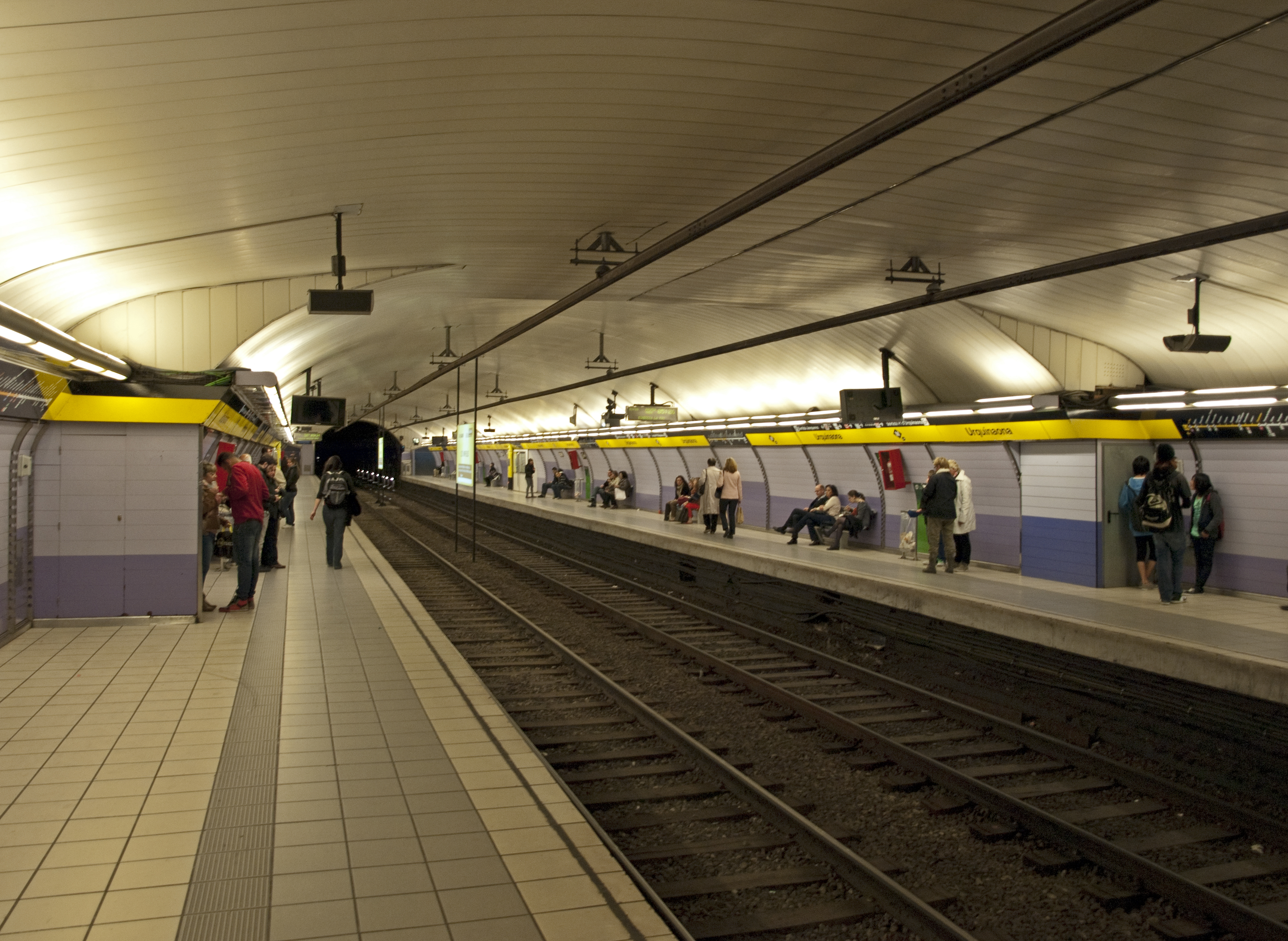
L'estació de Urquinaona, inaugurada el 1926, formà part del Gran Metro fins al 1972.

L'actual línia 4 és fruit de diferents projectes ferroviaris que anaren variant al llarg dels anys. Inicialment va néixer de la mà de la companyia Gran Metropolità de Barcelona (GMB) com un ramal o línia II, una branca oberta l'any 1926 formant el Gran Metro una Y. Els túnels eren anteriors, es van construir el 1908 durant les obres de l'Ajuntament de Barcelona a Via Laietana durant el Pla de Reforma de la Ciutat. Posteriorment el Pla de Metros de 1966 va preveure fer una línia circular, similar al que actualment és, aprofitant el ramal del GMB i el 1973 es va reobrir al públic segregat amb la denominació línia IV.

### Cronologia
- 1908: L'Ajuntament de Barcelona realitza obres a la Via Laietana, construint túnels per a una futura línia de ferrocarril metropolità.
- 1921: Es constitueix la societat Gran Metropolità de Barcelona S.A. (GMB).
- 1924: S'inaugura la línia I del Gran Metro (actual L3).
- 1926: S'inaugura la línia II del GMB, el ramal de Via Laietana entre Aragó (ara Passeig de Gràcia) i Jaume I.
- 1934: Es perllonga la línia II fins a Correus.
- 1952: L'Ajuntament de Barcelona aprova la municipalització de totes les empreses de transport públic de la ciutat.
- 1966: Al Pla de Metros de 1966 es proposa la creació d'una línia IV circular, segregant el ramal de Via Laietana de la línia III des de la bifurcació d'Aragó, a l'estació de Passeig de Gràcia, fins a l'estació de Correus, com inici d'aquesta.
- 1972: El 20 de març es tanca permanentment l'estació de Correus i el 4 d'abril per les obres d'adaptació el tram entre Urquinaona i Jaume I, deixant de pertànyer a la línia III.
- 1973: S'inaugura la línia IV entre Urquinaona i Joanic.
- 1974: Es perllonga la línia fins a Guinardó.
- 1976: S'inaugura l'estació de Barceloneta.
- 1977: Es perllonga la línia amb cinc estacions des de Barceloneta fins a Selva de Mar. També s'inicien les obres del tram la Pau i Pep Ventura per formar part de la línia V.
- 1982: S'inaugura el tram entre Maragall i Via Júlia (llavors Roquetes).
- 1982: Es deixa la numeració romana per l'aràbica: Línia 4. Per un extrem arriba a Roquetes i per l'altre a la Pau.
- 1985: El tram la Pau - Pep Ventura finalitzat s'obre integrat a la línia 4 de forma provisional perquè el tram que ha de connectar amb la resta de la L5 no ha estat construït i la L2 encara no està en funcionament.
- 1986: S'obre al públic tres estacions més fins a la Pau.
- 1992: Arran dels Jocs Olímpics de 1992 s'afegeix el cognom de Vila Olímpica a Ciutadella.
- 1999: Es perllonga amb una estació a Trinitat Nova.
- 2002: Es tanca el tram la Pau - Pep Ventura per realitzar-hi obres i incorporar-lo a la L2.
- 2003: S'inaugura l'estació el Maresme | Fòrum, entre Selva de Mar i Besòs Mar, per donar cobertura als veïns del barri del Maresme de Barcelona i al Fòrum Universal de les Cultures 2004.
- 2010: L'estació de la Sagrera de la línia 4 s'obre al públic integrada a la línia 9 provisionalment.
- 2024: S'inicien les obres de connexió de l'L9/L10 Nord al tram central de la línia 9 i a la seva estació corresponent a la Sagrera, com a pas previ a la construcció de l'estació de Santander i el túnel de l'L4 entre La Pau i el Triangle Ferroviari

### Antecedents

Ferrocarril Metropolità Nord-Sud de Barcelona.

Durant el segle xix, la població de Barcelona es va quintuplicar arribant als 544.137 habitants l'any 1900 a causa de la industrialització. L'any 1863 es va inaugurar el Ferrocarril de Barcelona a Sarrià (actualment Línia Barcelona-Vallès) i el 1872 la primera línia de tramvies amb tracció animal, des del Pla de la Boqueria a la Vila de Gràcia. Mentrestant, l'any 1863 s'inaugurava la primera línia del metro de Londres que funcionava amb trens de vapor i a Lichterfeld (Alemanya) l'any 1881 apareixia el primer ferrocarril elèctric de servei públic.
El 1900 el tràfic rodat havia augmentat considerablement i les principals vies s'anaven embussant. Pau Muller i Gonçal Zaragoza van sol·licitar l'any 1907 la concessió d'un ferrocarril subterrani a Barcelona, anomenat Ferrocarril Metropolità Nord-Sud de Barcelona, per unir el Parc de la Ciutadella amb la Bonanova, passant subterràniament a través del passeig de Colom, la Rambla, plaça de Catalunya, passeig de Gràcia, carrer Gran de Gràcia, plaça de Lesseps, la muntanya del Putxet i el passeig de Sant Gervasi. Tot i l'interès, tant per tècnics i autoritats municipals, els autors del projecte no van trobar el finançament necessari per dur-lo a terme i van transferir tots els drets de la concessió al Banco de Vizcaya.

### Gran Metro
El 1920 el Banco de Vizcaya va decidir reprendre el projecte pel progressiu augment del tràfic de la xarxa de tramvies, la inauguració del metro de Madrid i l'interès generat per la construcció del Metro Transerval. Per Reial Ordre de 12 de febrer de 1921 s'atorgava a aquest banc la concessió del ferrocarril elèctric subterrani per a 99 anys. Per coordinar la gestió de la línia i ampliar el finançament Banco de Vizcaya es va associar a altres empreses de transport públic de Barcelona i es va constituir una societat denominada Gran Metropolità de Barcelona S.A. (GMB).
Al cap de poc d'iniciar-se les obres al juliol de l'any 1921, la societat GMB va presentar un projecte de modificació del traçat modificant els dos extrems de la línia i que va ser aprovat per la Divisó de Ferrocarrils el 1922. Per un extrem se situava l'estació terminal a la plaça de Lesseps, en comptes del passeig de Sant Gervasi, ja que els darrers anys s'havien construït diverses línies de tramvies a la zona i GMB volia sol·licitar la concessió d'una nova línia que passaria per la zona. A l'altre extrem modificava el projecte inicial per la construcció d'una nova línia que s'iniciés a passeig de Gràcia fins al Portal de Mar, ja que la construcció dels túnels al llarg del passeig de Colom es veia complicada perquè el subsòl està format per blocs de pedra de l'antiga escullera i podria causar filtracions d'aigua. El traçat d'aquesta es preveia per la ronda de Sant Pere i Via Laietana. A Laietana aprofitaria els túnels ja existents que va construir l'Ajuntament de Barcelona el 1908 durant el Pla de Reforma de la Ciutat i que encara no s'havien utilitzat. GMB va adquirir els túnels per 800.000 pessetes, a més havia de pagar a l'Ajuntament un cànon anual de 45.000 pessetes i una participació de l'explotació de la línia.
Amb la modificació es passava de tenir una línia a dues en forma de Y i un tram comú, anomenades línia I de Lesseps a Liceu i línia II des d'Aragó (ara Psg. de Gràcia) a Correus. A més GMB també projectava la construcció de tres línies més:
- Línia III: Cap al nord, des de Lesseps a Sant Gervasi, Vallcarca i Horta amb una longitud de 4.917 metres.
- Línia IV: Línia de circumval·lació des de Lesseps a Sarrià, les Corts, Sants, Hostafrancs, el Poble-sec, la Rambla, per l'avinguda de la Catedral cap al Parc de la Ciutadella i l'Estació de França, on enllaçaria amb la línia II.
- Línia V: Des de l'Estació de França cap al passeig de Colom, la Porta de la Pau i la Rambla de Santa Mònica fins a Liceu, on enllaçaria amb la línia I i IV.

Les obres es feren de forma subterrània a l'Eixample i Gràcia per no afectar col·lectors i la rasa del carrer d'Aragó de la línia de Barcelona a Tarragona de MZA, mentre que a Ciutat Vella es van fer a cel obert a causa d'aigües subàlvies.
La inauguració del primer ferrocarril metropolità de la ciutat es va produir el 30 de desembre de 1924, presidida per l'infant Ferran de Baviera, en representació del rei Alfons XIII. Es va obrir el tram entre Catalunya i Lesseps de la línia I, ja que el tram de Liceu estava més endarrerit. Tenia una longitud de 2.741 metres amb quatre estacions: Lesseps, Diagonal, Aragó (ara Passeig de Gràcia) i Catalunya, amb ascensors a Lesseps i Fontana, aquesta última oberta posteriorment l'1 de maig de 1925 i l'ampliació fins a Liceu el 5 de juliol.

### Línia II del GMB
La línia II anava força endarrerida per l'abundància d'aigües subterrànies i per la construcció de l'estació de Jaume I, ja que l'Ajuntament de Barcelona no permetia parar la circulació de Via Laietana. El primer tram d'aquesta línia es va inaugurar el 19 de desembre de 1926, entre Aragó (ara Passeig de Gràcia) i Jaume I, amb una tercera estació a Urquinaona. El perllongament de la línia II fins a Correus es va inaugurar el 20 de febrer de 1934, tram en via única que després es desdoblaria a la dècada de 1940 i es modernitzarien els ascensors d'Urquinaona i Fontana, a més també es perllongaria la línia I l'any 1946 des de Liceu fins a Ferran (Fernando).
A finals d'aquesta dècada no es van poder realitzar tres projectes per diverses raons:
- Prolongació de la línia II des de Correus fins a l'Estació de França.
- Prolongació de la línia I des de Lesseps fins al carrer de Pàdua (rebutjat pel Ministeri d'Obres Públiques).
- Construcció d'una nova estació, Travessera, entre Fontana i Diagonal (es va apropar pel MOP i es va expropiar la finca, però l'expedient es va allargar massa).

El 30 d'octubre de 1952 el Ple de l'Ajuntament de Barcelona va aprovar un acord on es preveia la municipalització de totes les empreses de transport públic de la ciutat. El 31 de desembre de 1954 va adquirir el paquet d'accions de control i la majoria del capital social de la societat GMB. Una de les millores més importants va ser la construcció d'una galeria de connexió de les andanes de les estacions de Catalunya del Gran Metro i el Metro Transversal. Després de la fusió, les línies I i II del GMB (tota la Y) van passar a denominar-se línia III.

### Projecte Línia IV

La línia IV neix el 1973 del ramal de Via Laeitana del Gran Metro (en groc) i se li afegiren 4 noves estacions entre Granvía i Joanic.

La L4 segons el plans de 1966 (negre) i de 1974 (gris fosc).

En la dècada de 1960 apareix el projecte de la línia IV i es modifica diverses vegades al llarg de les següents dècades. Al Pla de Metros de 1966 es proposa la segregació del ramal de Via Laietana de la línia III des de la bifurcació d'Aragó, a l'estació de Passeig de Gràcia, fins a l'estació de Correus per crear una línia circular a l'Eixample, Ciutat Vella, Sant Martí, Sant Andreu, Guinardó i Gràcia.
El 1971, apareix el projecte modificat, deixant de ser una línia circular, es trenca el cercle al nord per unir Maragall amb Via Favència (més o menys a l'actual Via Júlia) per un costat i fins a Bon Pastor pel costat de la Verneda. El Pla de Metros de 1974 manté el projecte fins Via Favència i pel costat del Bon Pastor fins al Singuerlín a Santa Coloma de Gramenet.

### Inauguració línia IV
Correus es va tancar al públic el 20 de març de 1972 i el tram entre Urquinaona i Jaume I des del 4 d'abril del mateix any per les obres d'adaptació de les estacions, deixant de pertànyer a la línia III.
El 5 de febrer de 1973, acabades ja les obres, el Ministre d'Obres Públiques del Govern d'Espanya va inaugurar la línia IV, que comprenia el tram tancat entre Urquinaona i Jaume I i quatre estacions més entre Urquinaona i Joanic (Granvía; Girona; General Mola; i Joanic). S'obria amb dos enllaços un a la LI a Urquinaona i amb la LV a General Mola (actual Verdaguer). El tram posat en funcionament tenia tres quilòmetres de longitud. L'estació de Granvia, actualment anomenada Passeig de Gràcia (L2, L3 i L4), va obrir l'enllaç amb la L3 posteriorment a finals d'any.

### Tram Correus - la Pau

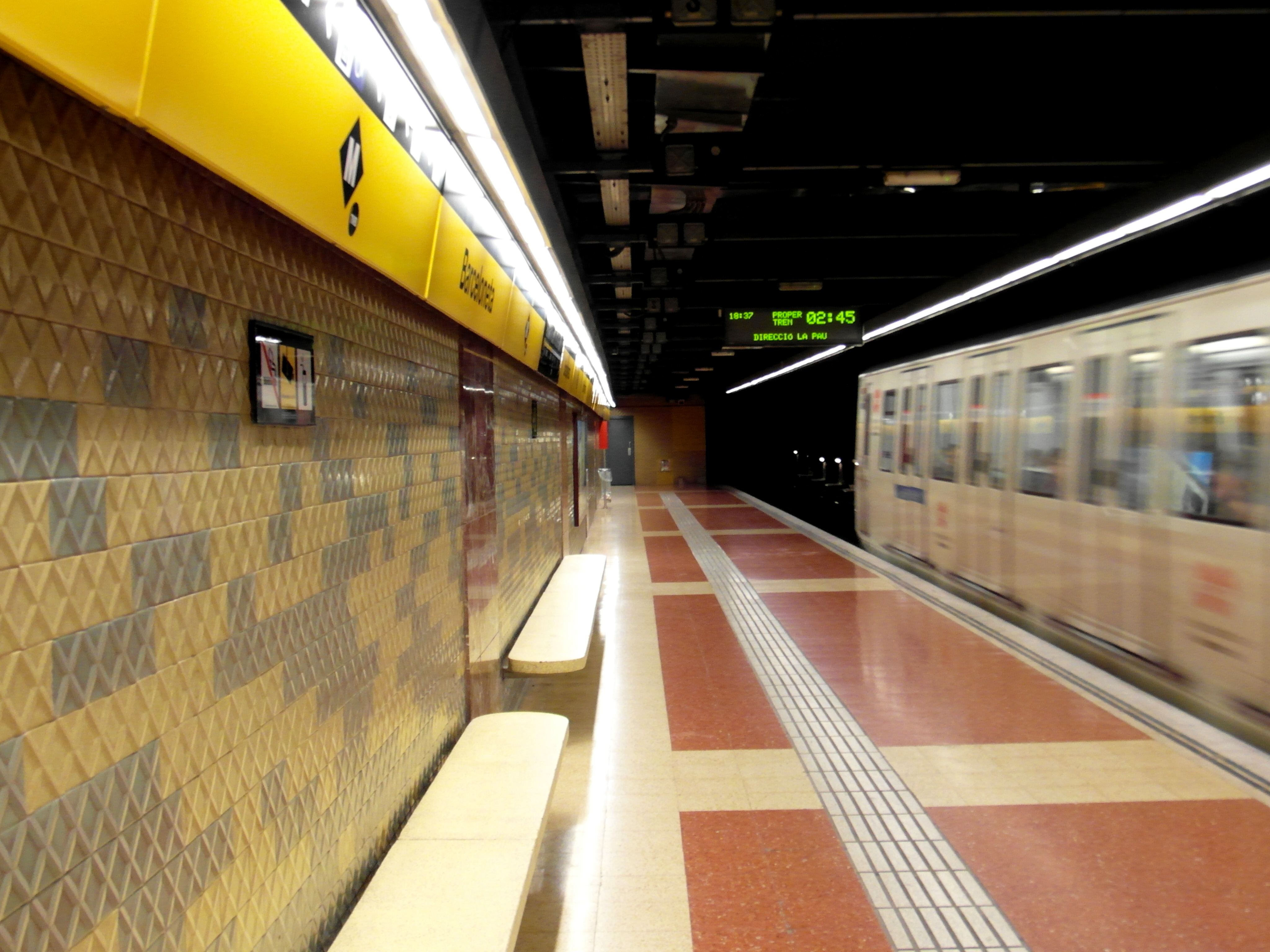
El 1976 es va prolongar fins a la Barceloneta (a la foto) i el 1977 ja arribava a Selva de Mar.

El febrer de 1970 s'havia anunciat les obres, autoritzades pel consell de ministres del Govern d'Espanya, en cinc quilòmetres i sis noves estacions des de l'estació de Correus fins a Selva de Mar. La proximitat al mar era una de les dificultats que es preveien en l'obra.
El 15 de març de 1976 es va inaugurar el perllongament entre l'estació de Correus i Barceloneta, que permetia en aquesta última enllaços amb RENFE a l'antiga Estació de les Rodalies, contigua a l'Estació de França. El perllongament passava a unir Jaume I i Barceloneta, suprimint l'estació intermèdia de Correus, estació que va ser la terminal de la línia II del Gran Metro des del 20 de febrer de 1934 fins al 1972 quan es va tancar per dur a terme les obres del perllongament.
L'estació de Correus va ser construïda amb una sola via i un sol accés a la plaça Antoni López al costat de la central de Correus. Des del tren encara es poden veure anuncis de l'època i propaganda electoral del 1971.
El dia 7 d'octubre de 1977 s'obria el tram de quatre quilòmetres entre Ciutadella (anomenada Ribera) i Selva de Mar amb cinc estacions, deixant de ser l'estació de Barceloneta la terminal de la línia.
L'any 1982 es va perllongar fins a la Pau amb tres estacions. El nou tram tenia 2.558 metres, arribant als barris del Besòs, la Verneda i la Pau. L'estació de Besòs Mar es va inaugurar amb el nom de la Mina, però ja es va anunciar durant l'acte oficial que es canviara el nom de l'estació. L'estació el Maresme | Fòrum, entre Selva de Mar i Besòs Mar, es va construir posteriorment i va entrar en servei l'any 2003 per donar cobertura als veïns del barri del Maresme de Barcelona i al Fòrum Universal de les Cultures que va tenir lloc l'any següent.

### Tram Joanic - Trinitat Nova

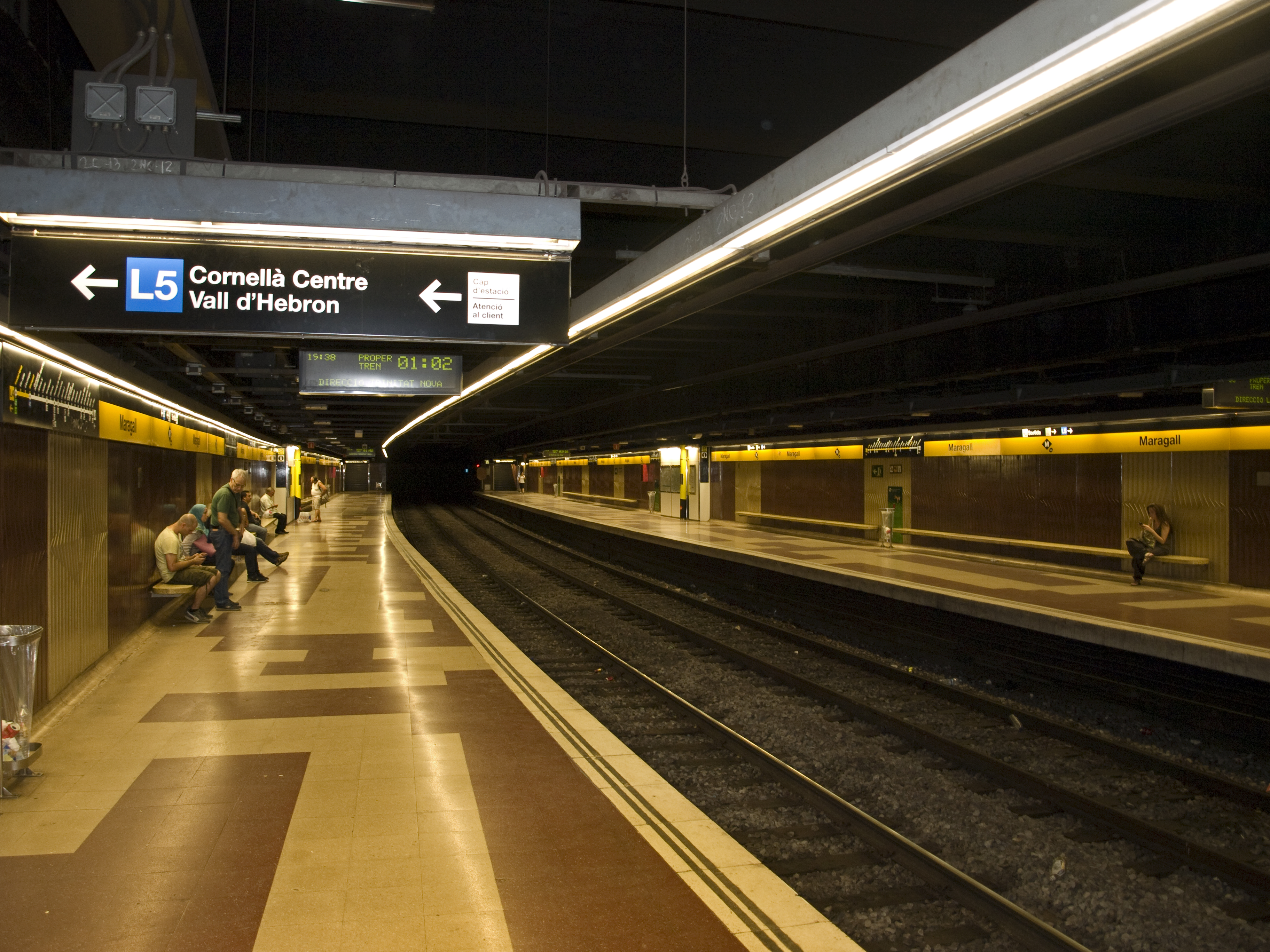
El tram entre Maragall i Via Júlia es posà en servei el 1982.

El 1974 l'estació de Joanic va deixar de ser l'estació terminal de la línia amb el perllongament de 1.528 metres des de Joanic fins a Guinardó amb una estació intermèdia, Alfons X. Guinardó el 2009 va passar a denominar-se "Guinardó | Hospital de Sant Pau" per fer referència a la proximitat de l'Hospital de Sant Pau.
El 1982, dos anys més tard del previst, es va inaugurar el tram següent, Maragall - Via Júlia (llavors Roquetes) amb tres estacions i una longitud de 3.410 metres, el primer tram de metro que inaugurava la restaurada Generalitat de Catalunya.
El 1999 es va ampliar la línia amb una estació, arribant a l'actual estació terminal de Trinitat Nova. L'estació va ser inaugurada el 28 d'octubre per l'alcalde Clos i el conseller de la Generalitat Pere Macías, havia de ser inaugurada pels Reis d'Espanya que no havien visitat mai el metro de Barcelona, però les obres es van acabar abans de temps i es va obrir al públic durant la campanya electoral. A més es va fer efectiu el canvi de nom de l'estació de Roquetes a Via Júlia i es va anunciar la creació d'algun tipus de transport entre aquesta estació i Can Cuiàs (posteriorment es definiria com L11).

### Tram la Pau - Pep Ventura

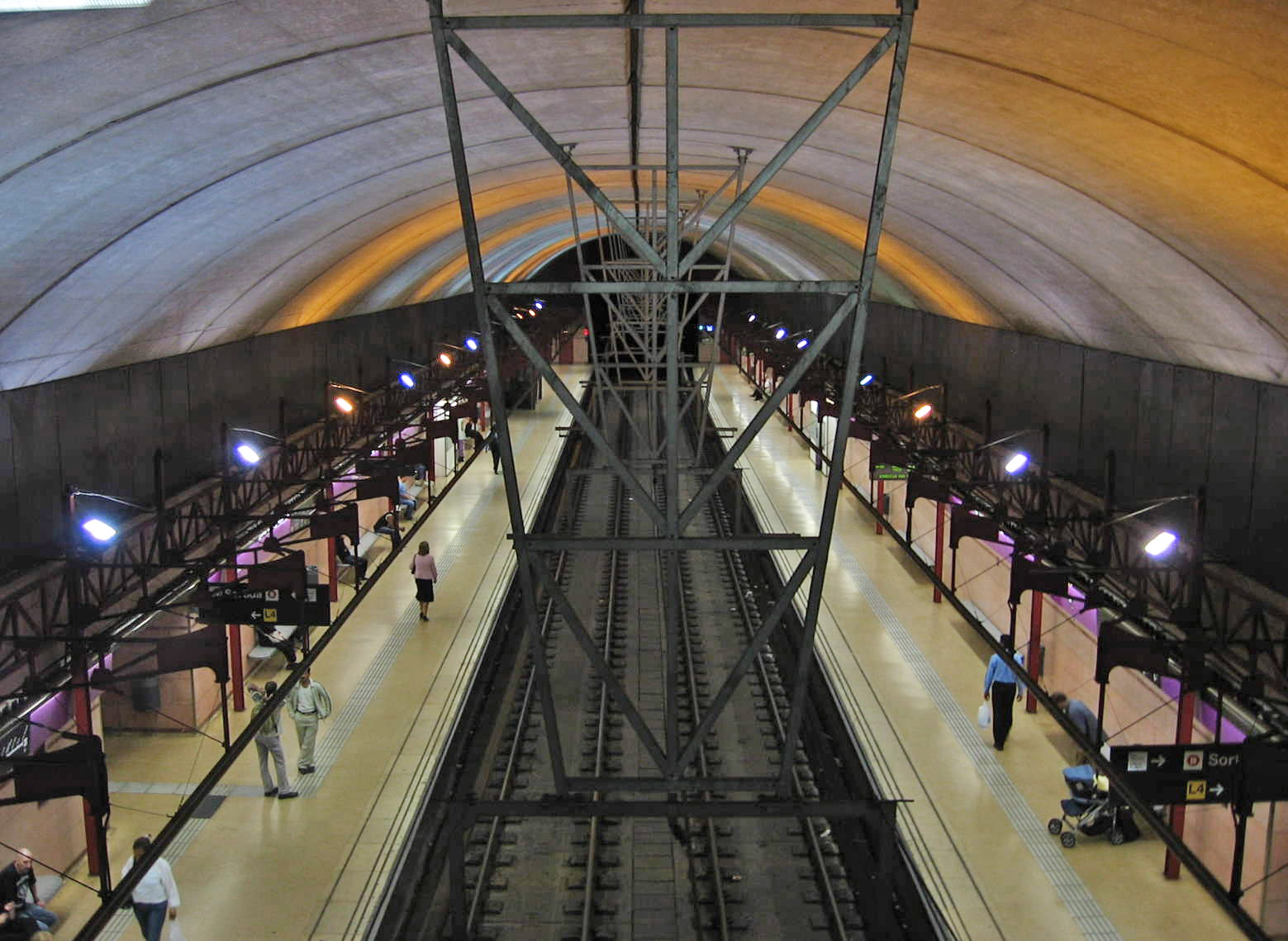
El tram entre la Pau (a la foto) i Pep Ventura deixa de ser de la L4 i passa a formar part de la L2 el 2002.

El tram la Pau - Pep Ventura es va construir en previsió de formar part de la línia V (posteriorment L5) i fer-la arribar a Badalona, es van iniciar les obres el 1977. La connexió prevista entre la Pau i Sagrada Família (L5) no s'havia construït i es va inaugurar l'any 1985 integrada en la línia IV (posteriorment L4) de forma provisional, ja que en el Pla de Metros de 1984 es va projectar que aquest tram formaria part de la línia 2, projecte que havia d'estar finalitzat el 1995. Els terminis no es van complir i el 1997 la línia 2 arribava a la Pau sense fer-se efectiu el canvi.
El 1997 es va constituir l'Autoritat del Transport Metropolità (ATM) per coordinar el transport públic de l'àrea metropolitana de Barcelona. L'ATM va incloure aquesta intervenció al Pla Director d'Infraestructures 2001-2010, ja que els estudis de mobilitat ho aconsellaven. El juny de 2002 es va tancar part de la línia 4, entre Selva de Mar i Pep Ventura, per fer obres al tram final de la L4 i passar a formar part de la L2. El tram entre Selva de Mar i la Pau, que no estava afectat pel canvi de línia, també es va tancar per construir l'estació el Maresme | Fòrum.
Les obres van incloure l'adaptació dels accessos, instal·lació de nova catenària i nous sistemes de seguretat. L'1 d'octubre de 2002, després de tres mesos d'obres, es va fer efectiu el canvi de línia i es va reobrir el tram la Pau - Pep Ventura com a part de la línia 2, arribant als 13,1 quilòmetres de longitud.

### L11: nova línia o perllongament

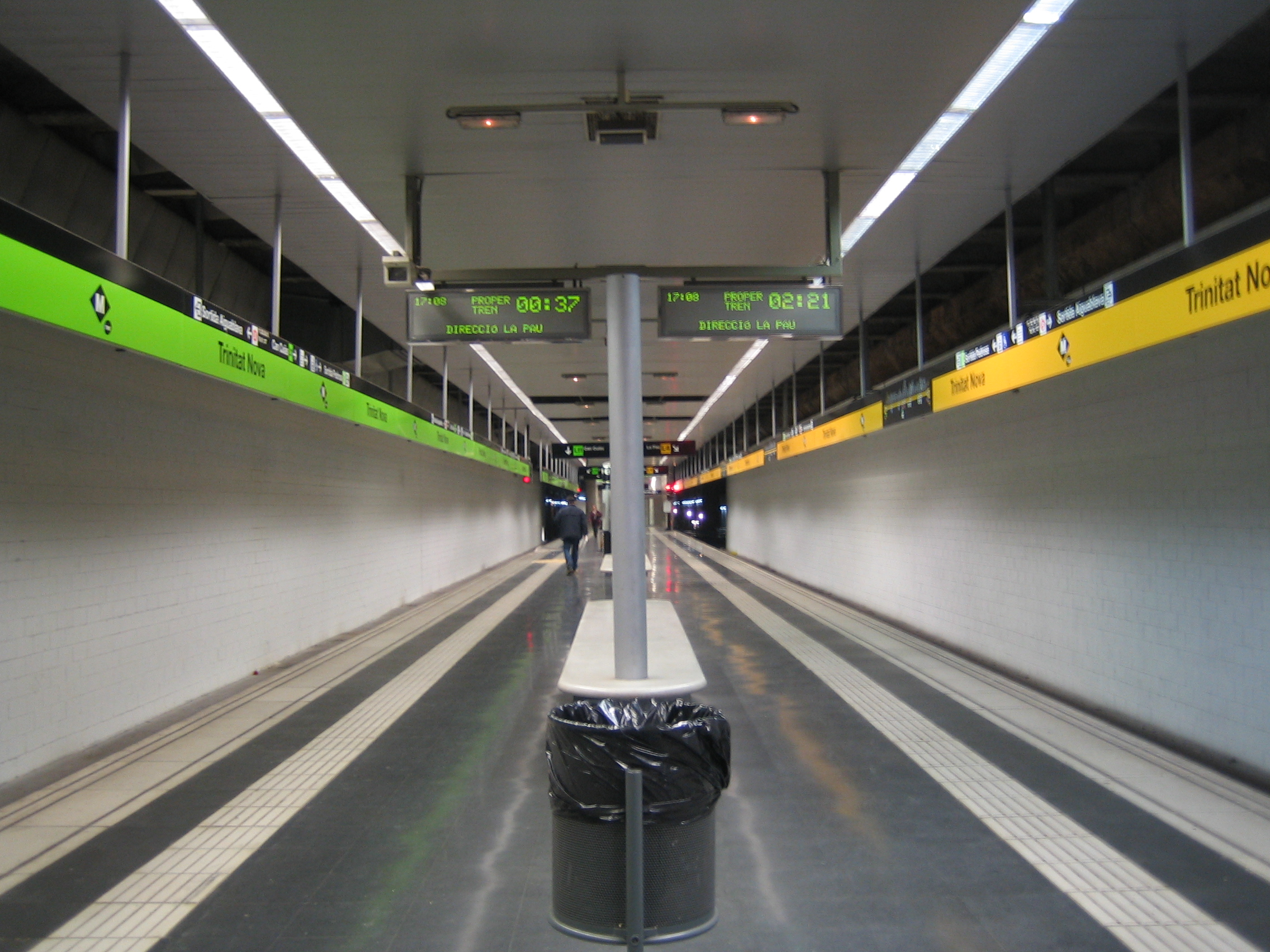
Es va optar per metro lleuger (L11) més enllà de Trinitat Nova.

La línia 11 es va projectar a la pràctica com una extensió de dos quilòmetres de la L4 a l'extrem de Trinitat Nova en direcció nord-est. A l'estació de Trinitat Nova la línia 4 i la línia 11 comparteixen andana central, estacionant els trens d'una línia a una de les vies laterals i els trens de l'altra línia a l'altra. Les obres de la línia 11 es van iniciar l'any 2001 i es va posar en funcionament l'any 2003 sent un metro lleuger, és a dir, a l'hora de la construcció alguns aspectes es van tenir en compte segons els estàndards del metro per si es decidís perllongar la L4, com la reserva de 400 metres per allargar les andanes i no passar el màxim pendent permès al metro convencional del 4%.

### Tram la Pau - la Sagrera
El Tram la Pau - la Sagrera està compost per dos subtrams i tindrà tres noves estacions, un dels tram entre les cotxeres del Triangle Ferroviari i la Sagrera ha estat construït al mateix temps que la línia 9 i actualment, des del 2010, és utilitzat per la L9/L10 mentre es construeix el tram central d'aquesta línia. L'altre tram és el comprès entre l'estació de la Pau i les cotxeres del Triangle Ferroviari que encara no ha estat construït. El projecte preveu que les obres siguin a cel obert, amb doble via paral·lela i a partir de les cotxeres la configuració sigui com a la L9 de dues vies superposades l'una sobre de l'altra. El tram projectat entre la Pau i les cotxeres, que inclou l'estació de Santander té una longitud de mig quilòmetre i el 2009 les obres de construcció encara no havien començat.
L'obertura de les estacions de la L4 de la Sagrera (en ús per la L9) i Sagrera | TAV (en construcció) depèn també de l'acabament de la línia 9 que està en construcció en el seu tram central, des de que el 2022 la tuneladora "Hospi" reprengués la perforació del túnel entre Campus Nord i Lesseps (a data de gener de 2025 es troba aturada a Mandri per treballs de manteniment). Es preveu que el tram entre Sagrera | TAV i Guinardó - Hospital de Sant Pau entri en marxa al 2027, ja que s'han iniciat les obres de reconfiguració de vies al Macropou i s'està construint l'arquitectura interior de les estacions Maragall i Guinardó, a més de la col·locació de la llosa intermèdia al túnel. D'aquesta manera s'alliberarà així el tram que fa servir la L9 fins a La Sagrera i el podrà fer servir la L4.

## Futures ampliacions
Tant el Pla Director d'Infraestructures de l'Autoritat del Transport Metropolità del 2001-2010 com el del 2009-2018 planteja el perllongament des de l'estació la Pau fins a la Sagrera amb tres noves estacions i 3,7 quilòmetres de longitud. Les estacions són les següents:
- Santander: a la cruïla dels carrers de Ca n'Oliva i Santander.
- Sagrera | TAV o Estació de la Sagrera: amb correspondència amb Rodalies de Catalunya, Trens d'alta velocitat i la L9/L10 del metro de Barcelona.
- La Sagrera: amb correspondència amb Rodalies de Catalunya, la L1, L5 i L9/L10 del metro de Barcelona.